# Камасит
Камаситът е никел-желязна сплав, най-разпространеният минерал в състава на железните метеорити, една от основните съставки на октаедритите и хексаедритите. Съотношението между никел и желязо в него е от 10 : 90 до 5 : 95. Понякога се нарича α желязо – една от алотропниите модификации на чистото желязо, тъй като имат еднаква обемноцентрирана кубична структура. Намира се в почти всички метеорити, съдържащи никел-желязна сплав. На повърхността на Земята, се среща само в метеоритите. Названието му е дадено през 1861 г. от немския химик и геолог Карл фон Райхенбах. Произлиза от гръцкото „καμακ“, означаващо лента или сноп.

## Химични свойства
Емпиричната формула на камасита е Fe0+0,9Ni0,1. Представлява вид самородно желязо, никел-желязна сплав, обикновено в съотношение 10 : 90 до 5 : 95, с примеси от кобалт или въглерод. Съдържа от 4% до 7,5% никел от теглото си.

## Физични характеристики
- Цвят на чертата – сив[4]
- Цепителност – несъвършена[1][3]
- Лом – кукест[4]
- Твърдост по скалата на Моос – 4[1]
- Твърдост по Викерс – 145 – 165 (при натоварване 100 г.)[5]
- Плътност – 7,9 – 8 g/cm3.[1][3][4]
- Специфично тегло – 7,90 gm/cc[4]
- Молекулно тегло – 56,13 (89,54 % Fe, 10,46 % Ni)[4]
- Хабитус – масивен, равномерно неразличими кристали, образуващи големи маси. Може да се наблюдава във вид на кристали, в разширени ламели или панделки.[4][6]
- Радиоактивност – няма[4]

## Оптични свойства
- Прозрачност – непрозрачен[5]
- Цвят – стоманеносив, сребрист, до черен[5]
- Блясък – метален[1]

## Кристалографски свойства
- Кристална структура – обемно–центрирана кубична решетка[7]
- Кристален клас – m3m [5]
- Пространствена група – Fm3m (неподредена фаза)[5]
- Параметри на клетката – a = 8.603 Å, Z = 54 Å, V = 636.72 [4][5]

## Други характеристики
- Класификация по Иван Костов – Клас1 – елементи, никел-желязна група[7]
- Класификация по Никел-Щрунц – 1.AE.05[3]
- IMA статус – действителен, описан преди 1959 г. (1861 г.)[1]
- Произход на името – от гръцки καμακ или κάμαξ, което означава лозов стълб, лента или сноп[1]
- Свързани минерали – тенит, графит, кохенит, моасанит, шрайберзит, троилит, добрелит, олдхамит и други метеоритни минерали.[5]
- Електронна плътност – насипна със 7,37 gm/cc [5]
- Фермионен индекс (Фермионният индекс е сумата от всички фермионни атомни изотопи в емпиричната формула на минералния вид.) – 0,02. [4][8]
- Бозонов индекс – 0,98 [4]
- Фотоелектричество – 32,05 барна/електрон[4]

## Магнетизъм
Когато метеоритът се охлади под 765 °C, кубичният камасит α-(Fe, Ni) става феромагнитен с интензитет на магнитното поле Ms = 1715 kA/m.

## Структура
Кристалната структура на камасита е изометрична (кубична). Състои се от повтаряща се единица от α-(Fe, Ni). Образува големи кристали с размер до 30 см, които се появяват като широки ленти, панделки, или подобни на лъчи структури върху ецваната повърхност на железен метеорит.
При железните метеорити от групата на хексаедритите, основната съставна част е камасит, а при октаедритите – камасит и тенит. В октаедритите се среща в ленти, преплитащи се с тенит и образуващи шарки, характерни за видманщетеновата структура. Повечето железни метеорити се състоят от големи метални кристали никел-желязо, които обикновено представляват монокристални ламели от камасит с дебелина 0,2 – 50 mm и дължина от дециметър, почти до метър. Тези относително широки ламели, бедни на Ni, са ограничени от тънък, богат на никел тенит (γ-Fe). Най-големият документиран кристал от камасит е с размери 92 × 54 × 23 см. Дебелината на камаситните ламели зависи от количеството никел, съдържащо се в тях и е функция от скоростта на охлаждане. Метеоритите с по-ниско съдържание на Ni имат по-дебели камаситни ламели (>3,3 mm) и показват по-груба видманщетенова структура, докато тези с повече Ni са съставени от много тънки (<0,2 mm) камаситни ленти.
В хексаедритите често се виждат фини успоредни линии, наречени нойманови, които са доказателство за структурна деформация на съседни плочи от камасит, предизвикана от удар. Понякога камаситът може да се намери толкова смесен с тенит така че, образувайки плесит, е трудно визуално да се различат двата минерала.

### Формиране на структурата при октаедритите
При охлаждане на магмата камаситът и тенитът кристализират като взаимносвързани плочи с октаедрична геометрия. Състоят се от плочи от минерала камасит, ориентирани успоредно на страните на октаедър. Камаситните плочки започват да нарастват върху тенитните кристални кубчета чрез скъсяване на ъглите им под ъгъл от 45°. С продължаване на този процес скъсените ъгли се срещат в трите оси на симетрия на противоположната страна на куба и образуват осмостен. Междинните пространства се запълват с тенит. Взаимносвързаната подредба на кристалите в октаедритите показва отличителен кръстосан модел на сребристосиви ламели, които се пресичат една с друга под различни ъгли и създават видманщетеновата структура. Могат да се появят и нойманови линии при условие, че ширината на камаситните ламели е около 30 мм. И двата вида линии се разкриват най-добре, когато срязана и полирана повърхност на метеорита е обработена с разредена киселина.
При някои хондрули, например при тези от тип I, се съдържат метални възелчета от камасит и тенит. При въглеродните хондрити те заемат 1,8 % ± 1,05 % от обема им. Камаситните възли имат бедни на Ni околни ръбове. Никелът и кобалтът в камаситните зърна са в диапазона съответно от 3,4 до 6,2 % и от 0,2 до 0,7% от теглото им.